# Juan Manrique de Lara
Juan Fernandez Manrique de Lara, markýz z Aguilar de Campo (španělsky Juan Fernández Manrique de Lara, Marqués de Aguilar de Campoo, † 21. června 1570) byl kastilský šlechtic z rodu Manrique de Lara. Krátce zastával funkci neapolského místokrále.

## Životopis
Oženil se s Anou Fajardo, dcerou Pedra Fajarda y Chacón, hlavního pobočníka a generálního kapitána Murcijského království.
V letech 1543–1554, za vlády Karla V., vykonával úřad katalánskýého místokrále a mezi 6. červnem a 10. říjnem 1558, za panování Filipa II., zastával funkci neapolského místokrále.
V roce 1563 prodal král Filip II. na základě papežské buly Juanu Manriqovi z Lary města a vesnice za 7 931 380 maravedí. 10. srpna téhož roku začal soudní spor mezi obecní radou obce San Leonardo de Yagüe a Juanem Manriquem de Lara o nerostné bohatství, který 1. dubna 1569 urovnal soud ve Valladolidu.
19. května 1564 byli De Lara a jeho manželka Anna Fajardo pověřeni králem Filipem II. postavit hrad San Leonardo de Yagüe, jehož majitelem byl Bartolomé Carlom. 20. září 1565 koupil alcabaly San Leonarda. Edward Cooper předpokládá, že „zisky jistě šly na zaplacení prací na zámku“.
V květnu 1566 obdržel od Juana Delgadillo de Avellaneda práva na alcabaly a tercie z Rabanera del Pinar. O rok později, 11. července 1567, založil s Annou panství s veškerým svým majetkem v oblasti Pinares.
V době narození dcery Anny Marie Manrique de Lara pobýval prokazatelně ve Vídni. 